# Voetbalbond van de Verenigde Staten
De United States Soccer Federation, kortweg USSF, is de nationale voetbalbond van de Verenigde Staten.
De USSF werd opgericht in 1913 en het jaar erop door de FIFA erkend. Het hoofdkantoor van de USSF staat in Chicago. De USSF organiseert onder andere de Major League Soccer, de professionele voetbalcompetitie voor mannen.
De USSF is ook verantwoordelijk voor het Amerikaans mannen- en vrouwenvoetbalelftal.